# Teesdorf
Teesdorf osztrák mezőváros Alsó-Ausztria Badeni járásában. 2022 januárjában 1771 lakosa volt. 

## Elhelyezkedése

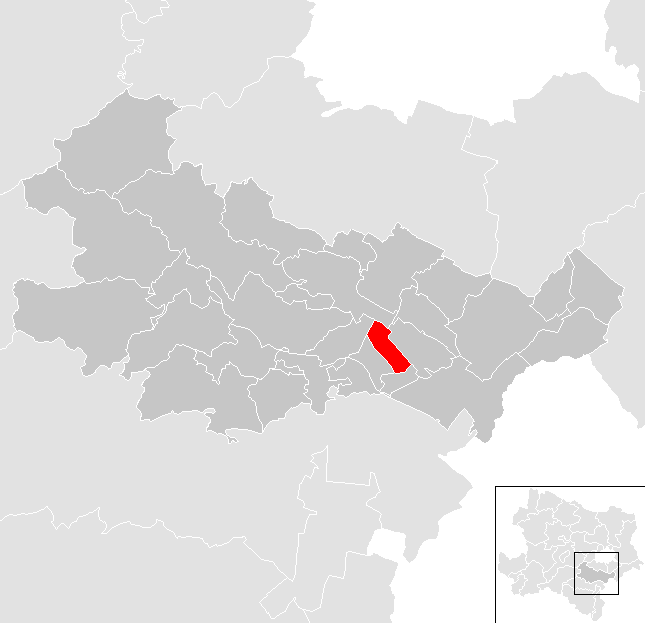
Teesdorf a Badeni járásban

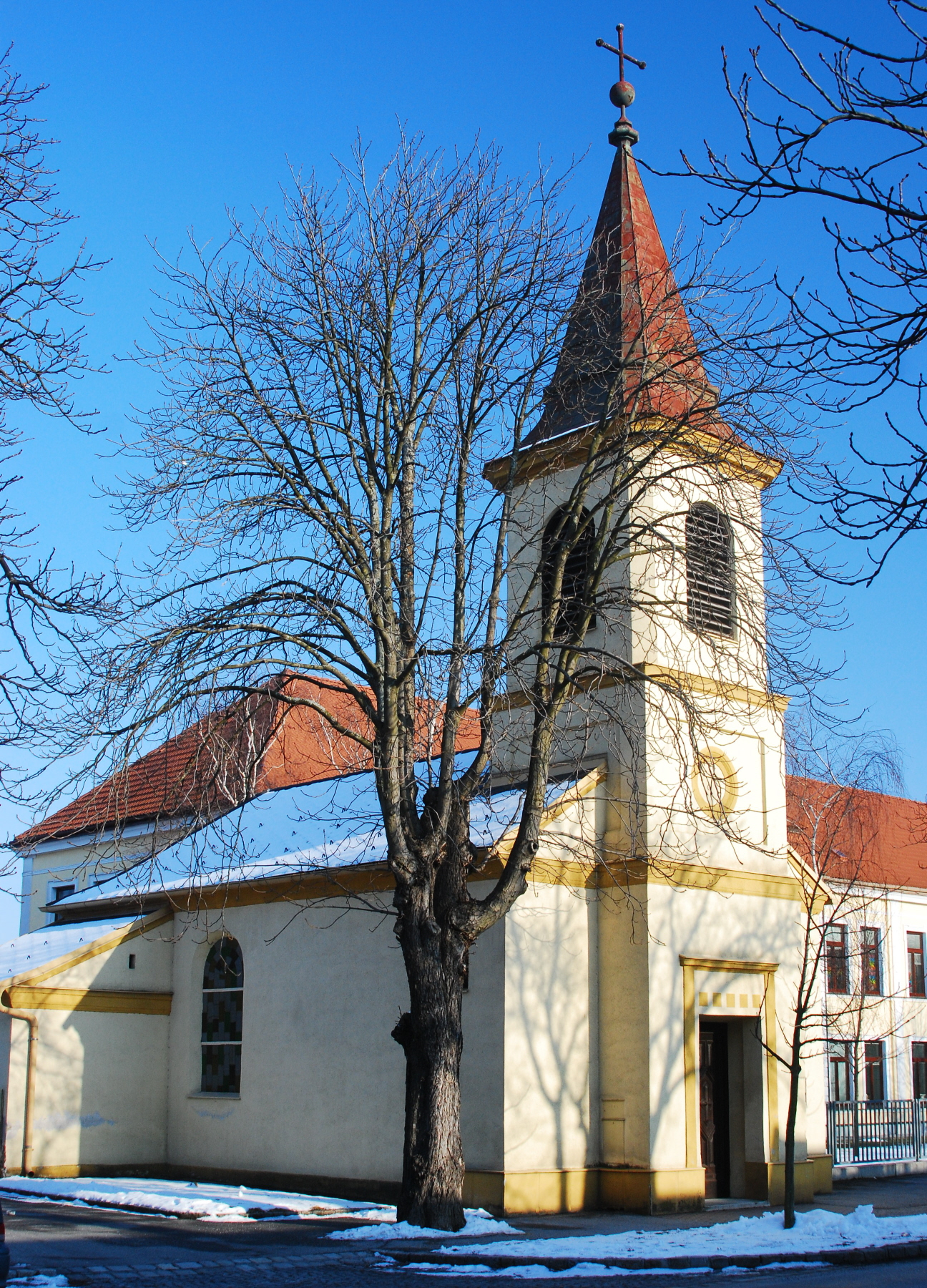
Az evangélikus templom

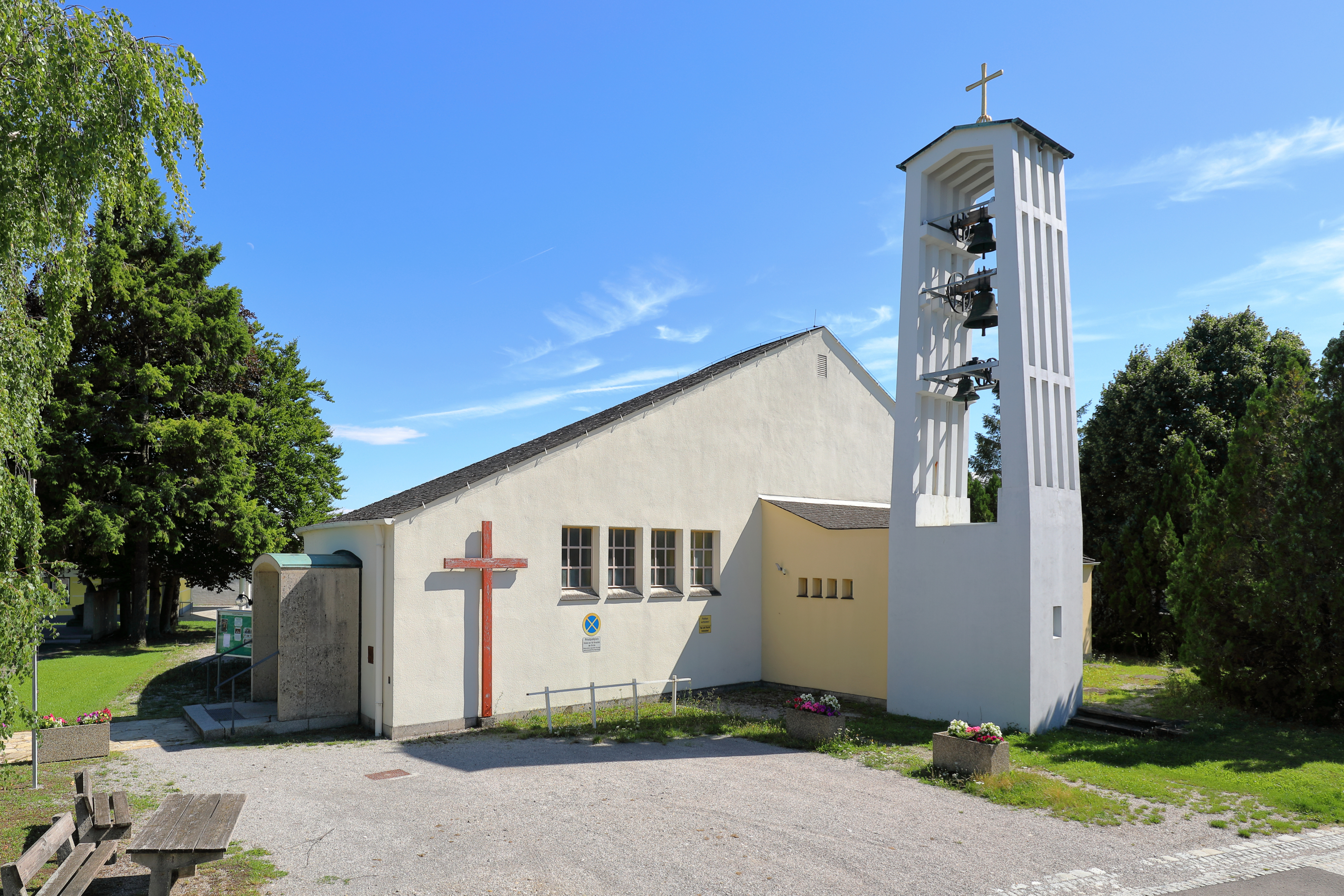
A katolikus templom

Teesdorf a tartomány Industrieviertel régiójában fekszik, a Bécsi-medence keleti peremén, a Triesting folyó mentén. Területének 2%-a erdő, 59,9% áll mezőgazdasági művelés alatt. Az önkormányzathoz egyetlen katasztrális község és egy település tartozik. 
A környező önkormányzatok: északra Baden bei Wien, keletre Tattendorf, délkeletre Blumau-Neurißhof, délnyugatra Günselsdorf, északnyugatra Kottingbrunn.

## Története
Teesdorfot 1365-ben említik először a heiligenkreuzi apátság egyik levelében. 1640-től 1811-ig a melki kolostoré volt a falu. Ezt követően két fivér, Johann Baptist és Carl Puthon szerezte meg, akik kibővítették az 1802-ben alapított fonógyárat; ez volt Ausztria első mechanikus pamutfonó üzeme, amelyet két gőzgéppel és a Triesting vizének erejével hajtottak. A Puthon fivérek lakóházakat építtettek a munkásaiknak és 1813-ban iskolát nyitottak a gyerekek számára. 1856-ban társaságot alapítottak a munkások számára, melyen keresztül nagy tételben, olcsóbban tudtak élelmiszert vásárolni. A társaságnak csak házas, példás életvitelű munkások lehettek a tagjai. A boltos minden vasárnap Bécsújhelyen szerezte be a rendelt árukat. 1873-ban a gyár saját élelmiszerboltot nyitott. Az 1881-ben épített Aspangbahn vasútvonal áthaladt Teesdorf területén, de a település csak 1887-ben kapott saját megállót. 1906-ban a munkások sztrájkba kezdtek, jobb munkafeltételeket követelve. A sztrájkolók családjait katonasággal lakoltatták ki a gyár tulajdonában lévő házaikból és hat hétig a szabad ég alatt kellett tanyázniuk (a helyszínt azóta Cigányároknak hívják).
Teesdorfot 1965-ben mezővárosi rangra emelték. 1972-ben Teesdorf a szomszédos Tattendorf, Günselsdorf és Blumau-Neurißhof községekkel egyesülve megalapította Steinfelden nagyközséget, amely 1988-ban felbomlott és Teesdorf ismét önállóvá vált. 

## Lakosság
A teesdorfi önkormányzat területén 2021 januárjában 1771 fő élt. A lakosságszám 1951 óta többé-kevésbé gyarapodó tendenciát mutat. 2020-ban az ittlakók 89,2%-a volt osztrák állampolgár; a külföldiek közül 1,5% a régi (2004 előtti), 4,3% az új EU-tagállamokból érkezett. 4,3% az egykori Jugoszlávia (Szlovénia és Horvátország nélkül) vagy Törökország, 0,8% egyéb országok polgára volt. 2001-ben a lakosok 69,6%-a római katolikusnak, 4,6% evangélikusnak, 3,1% ortodoxnak, 6,5% mohamedánnak, 15,1% pedig felekezeten kívülinek vallotta magát. Ugyanekkor 10 magyar élt a mezővárosban; a legnagyobb nemzetiségi csoportokat a németek (87,5%) mellett a törökök (4,9%) és a szerbek (3,6%) alkották.
A népesség változása:

| 2016 | 1 761 |
| 2018 | 1 822 |

## Látnivalók
- a volt fonógyár épülete
- az evangélikus templom

## Fordítás
- Ez a szócikk részben vagy egészben  a   Teesdorf című német Wikipédia-szócikk ezen változatának fordításán alapul.  Az eredeti cikk szerkesztőit annak laptörténete sorolja fel. Ez a jelzés csupán a megfogalmazás eredetét és a szerzői jogokat jelzi, nem szolgál a cikkben szereplő információk forrásmegjelöléseként.